# 膵臓
膵臓（すいぞう、英: pancreas）は、脊椎動物の器官のひとつで、膵液と呼ばれる消化酵素を含む液体を分泌し、それを消化管に送り込む外分泌腺である。中国語では「胰臓（いぞう）」とも呼ばれていた。因みに「膵」字は国字である。
また、脊椎動物の膵臓の中には、ランゲルハンス島（らんげるはんすとう）と呼ばれる球状の小さな細胞の集塊が無数に散らばっている。ランゲルハンス島は、1個1個が微小な臓器と考えられ、インスリン、グルカゴンなどのホルモンを血液中に分泌する内分泌腺である。硬骨魚類も基本的に他の脊椎動物と同様、膵臓内にランゲルハンス島が散在している。しかしながら中には膵臓ではなく肝臓近辺に散在する種も存在し、このような硬骨魚類の種のランゲルハンス島はブロックマン小体と呼ばれている。
このように一部の魚類を除き脊椎動物の膵臓は、2つの機能を持つ。
- 内分泌機能 - いくつかのホルモンを分泌する内分泌器
- 外分泌機能 - 膵液を小腸（十二指腸）に分泌する消化器

また、ランゲルハンス島を膵臓の内分泌部とも呼び、これに対し、ランゲルハンス島でない部分（膵液を分泌する部分）を外分泌部とも呼ぶ。

胆管周辺の模式図
肝臓、右肝管、左肝管、総肝管、胆嚢管、総胆管、胆嚢、オッディ括約筋、ファーター膨大部、膵管、膵臓、十二指腸

## 歴史
膵臓は紀元前3世紀に古代ギリシアの医学者のヘロフィロスにより初めて同定され、1世紀にエフェソスのルフスによりpancreasと命名された。(pan-は「全て」、-creasは「肉」の意)
宇田川玄真が1805年刊行の『医範提綱』において"pancreas"を「膵臓」とした。宇田川は「肉」を示す「月」と、「全て」を示す「萃」を組み合わせて『膵』を造字した。

## 解剖
ヒトの膵臓は、成人で長さ15 cm程度の右側が太く左側が細いくさび型の臓器である。向かって左端は、肝臓の下にある十二指腸がコの字型に曲がった部分の間にはまりこんでいる。反対側の右端は、腹部の右端の脾臓まで達している。十二指腸側を膵頭部、脾臓側を膵尾部と呼ぶ。
膵臓の中には、膵臓で作られた膵液を十二指腸まで運ぶ管である膵管が通っている。膵管は、十二指腸側に近づくにつれて合流し、最後は太い2本（主膵管、副膵管）になって、十二指腸につながる。主膵管は、十二指腸につながる前に胆嚢から胆汁が流れてくる総胆管と合流する。膵管は十二指腸の壁を貫き、その内側に膵液を出すが、膵管の開口部は腸の内側に向かって盛り上がっており、ファーター乳頭（十二指腸乳頭）と呼ばれる。また、その開口部には平滑筋のオッディ括約筋があり膵液の分泌を調節している。

## 組織と機能
膵臓の体積の95%以上は外分泌部が占める。残りがランゲルハンス島である。

### 外分泌部
外分泌部の構造は、唾液腺に似ている。膵液を分泌する細胞は、十数個でひとつの腺房と呼ばれる丸い塊を構成し、その内側のせまい隙間に膵液を分泌する。腺房にはごく細い導管（分枝膵管）がつながっており、分枝膵管は次第に合流し、膵液を主膵管と副膵管へと導く。分泌された膵液はファーター乳頭（大十二指腸乳頭）および副乳頭（小十二指腸乳頭）から十二指腸へと送り出される。
膵液は、この外分泌細胞の分泌液であり、腺房細胞より分泌された多種類の消化酵素を含む分泌液と、導管部より分泌されたアルカリ性の分泌液の混合物である。消化酵素の多くは活性を持たない前駆体（例えばキモトリプシノーゲン）として分泌され、これが胃液中のペプシンや小腸上皮の刷子縁に存在するペプチダーゼの働きで部分分解される事で、活性を持った酵素（例えばキモトリプシン）となる。これは、強力な分解酵素である膵酵素によって膵臓自身が消化されてしまわないようにするためと考えられている。
膵管の閉塞による膵液の鬱滞やその他何らかの原因によって膵臓内で膵酵素が活性化されてしまうと、膵臓自身の自家消化が生じ、急性膵炎を生じる場合がある。膵液中にはタンパク質分解酵素であるキモトリプシンやトリプシン、炭水化物の分解に働く膵液アミラーゼ、脂質の分解に働くリパーゼなどが含まれており、食物の大雑把な分解に寄与する。すなわち、タンパク質やデンプンをそれぞれオリゴペプチド（ペプチド）やマルトースまで分解する。この後の消化は小腸上皮の刷子縁に存在する酵素の役割である。
膵酵素の至適pHは、ややアルカリ側に偏っており、膵液中の高濃度の重炭酸塩が強い酸性である胃液を中和して消化酵素の働きを助ける。血中のアミラーゼやリパーゼは膵炎のマーカーとして用いられる。この酵素は、身体の他の部位でも産生されるため、例えば血清アミラーゼの上昇が、すなわち膵炎の存在を示すと解釈することはできない。免疫学的に膵液アミラーゼと唾液アミラーゼ（プチアリン）などを区別する事も可能であるが、必ずしも総ての病院で可能であるわけではない。そのため、血清アミラーゼの解釈には注意を要する。一方、血清リパーゼは比較的膵臓の異常に対して、特異度が高いと言われている。

### ランゲルハンス島（内分泌部）
膵臓中に散在するランゲルハンス島の数は、20万から200万個程度といわれている。標本を作製してランゲルハンス島を特殊な染色法で観察すると、ランゲルハンス島を構成する細胞は、染色液による染まり方の違いから、α細胞（A細胞）、β細胞（B細胞）、δ細胞（D細胞）、PP細胞などに分けられる。α細胞はグルカゴン、β細胞はインスリン、δ細胞はソマトスタチン、PP細胞は膵ポリペプチドを分泌する細胞である。
グルカゴンは血糖を上昇させる働きがある。インスリンはホルモンの中で唯一、血糖を低下させる働きがある。
インスリン抵抗性などによって生じた高血糖状態は、β細胞内において、大量の活性酸素種の生成やタンパク質とグルコースとの糖化反応を引き起こす。一般に糖毒性と呼ばれるこの現象は、β細胞のインスリン含量の減少やβ細胞数の減少を引き起こすと考えられる。
ヘプシジン（en:Hepcidin）は主に肝臓で産生される一種のペプチドホルモンであり、腸からの鉄の過剰な吸収を抑制する作用を有し、鉄代謝制御を行っている。このヘプシジンは膵β細胞にも発現している。膵β細胞が糖代謝のみならず鉄代謝にも関与している可能性を示している。鉄結合性タンパク質の一種であるフェリチン値の上昇は糖尿病のリスクとの相関が指摘されている。

## 膵臓の病気
- 糖尿病
- 膵炎
  - 急性膵炎
  - 慢性膵炎
    - 自己免疫性膵炎
- 膵内分泌腫瘍
  - インスリノーマ
  - グルカゴノーマ
  - ガストリノーマ(Gastrinoma)
  - WDHA症候群
- 膵癌（膵臓癌）
- 膵胆管合流異常
- 膵のう胞・仮性膵のう胞
- 膵石
- 脂肪膵